# Lixa (Portugal)

A Lixa é uma cidade portuguesa que se situa na freguesia de Vila Cova da Lixa e Borba de Godim pertencente ao Município de Felgueiras, integrado por sua vez na sub-região do Tâmega e Sousa, que pertence à região do Norte e ao Distrito do Porto. 
A cidade de Lixa tem uma área urbana de 2,70 km2, 5.102 habitantes em 2021 e uma densidade populacional de 1892 habitantes por km2.
A freguesia de Vila Cova da Lixa e Borba de Godim é limitada a norte com a freguesia de Macieira da Lixa e Caramos, do mesmo município, a leste com Agilde, do município de Celorico de Basto, a sudeste com Telões, a sul com Freixo de Cima e Freixo de Baixo e Figueiró, sendo todas do município de Amarante, a sudoeste com Vila Verde e Santão, a oeste com Airães e Refontoura sendo estas do município de Felgueiras.
A cidade da Lixa fica localizada entre as cidades de Amarante e Felgueiras. Foi elevada a cidade em 1995. É a chamada "Terra Verde". O natural desta cidade chama-se Lixense.
Contém um relevo montanhoso, destacando-se o monte do Ladário.
As atividades económicas existentes são o comércio - malhas, bordados, móveis e calçado, também se destaca as feiras); agricultura (milho, centeio, feijão, batata, cebola, fruta variada, linho, mel e o vinho verde (destacando-se o "Quinta da Lixa" que já ganhou vários prémios a nível nacional e internacional); artesanato -peças de renda e bordados de linho e algodão; pecuária -gado bovino e caprino usado na lavoura, vacarias, pocilgas e aviários; indústria (empresas de calçado (emprega 30% da População Ativa).

## Toponímia
Apesar da natureza controversa, crê-se que o nome da cidade possa advir do antropónimo latino Lícia.

## Festa da cidade
Anualmente, na primeira semana de Setembro a cidade da Lixa assiste a uma grandiosa romaria: As festas em honra da Senhora das Vitórias.
Estas festas costumam durar 6 dias, desde da quarta-feira anterior ao domingo de festa, até à segunda-feira seguinte.
Normalmente a quinta-feira é dedicada aos grupos de bombos, a sexta-feira e segunda-feira (último dia de festa) são o dia da atuação de um artista convidado, o sábado dedicado aos ranchos e samba e o domingo dedicado à religião e à Banda de Música da Lixa e à Fanfarra dos Bombeiros Voluntários da Lixa.
Era também tradição, no final de cada noite, assistir-se à largada das chamadas "vacas de fogo". Mas devido a intervenção recente das autoridades locais, esta velha tradição foi proibida.

## Área metropolitana
A área metropolitana da Lixa está inserida em 4 freguesias: União das Freguesias de Vila Cova da Lixa e Borba de Godim, União das Freguesias de Macieira da Lixa e Caramos, União das Freguesias de Vila Verde e Santão e União das Freguesias de Freixo de Cima e de Baixo, estando contido, portanto, em 2 concelhos: Felgueiras e Amarante. Esta área é um lugar INE 009175 (Lixa). Esta área tem cerca de 3 km² e um perímetro de 14 km e aqui vivem 5957 habitantes.

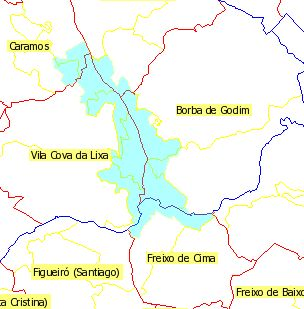
Imagem de mapa da área metropolitana da cidade da Lixa (com base nas zonas BRIG11)

## Futebol Clube da Lixa
Futebol Clube da Lixa é um clube desportivo da cidade de Lixa, concelho de Felgueiras, distrito do Porto, fundado a 1 de abril de 1934. Atualmente, tem equipa de futebol Sénior, Juniores, Juvenis, Iniciados, infantis A, Infantis B, Escolas A, Escolas B, Escola de Futebol, Veteranos e, na modalidade de futsal, Futsal Sénior Masculino e Futsal Júnior Feminino.

## Banda de Música da Lixa
A Banda de Música da Lixa é das mais antigas do Norte do País e terá nascido no ano de 1807.
Soube-se que a 29 de Setembro de 1807 terá aparecido em público pela primeira vez, abrilhantando as festividades de S. Miguel, padroeiro de Borba de Godim, uma das freguesias da Lixa.
Fundada como “Música do Rancho da Lixa” e, tendo como maestro o Regente Manuel Joaquim de Freitas, a Banda foi autorizada por alvará de 09/09/1796, passado em Braga pelo Arcebispo D. Frei Caetano Brandão.
Seus executantes eram oriundos da orquestra Privativa da Casa do Paço – conjunto que terá existido entre os anos de 1803 e 1805. Foi no ano de 1803 que Francisco Diogo de Moura Coutinho, Senhor e Fidalgo da Casa do Paço, assumiu contratar alguns músicos de Barcelos, executantes que a partir daí atuaram não apenas nas festas da casa senhorial, mas também nas celebrações religiosas que aconteciam na capela privativa da mesma.
Após a morte do fidalgo, em 1805, os seus herdeiros, que pela divina arte não nutriam a mesma paixão do predecessor, dispensaram os serviços dos executantes, os quais, dois anos depois, e após um período de ensaios, apareceram na citada Festa de S. Miguel, agrupados na Filarmónica de que emana a Banda de Música da Lixa.
Encontramos referências de que a Banda, em 1898, se denominava Banda dos Bombeiros Voluntários da Lixa, sendo referenciada a 5 de Fevereiro de 1928 como Banda marcial “Bombeiros Voluntários da Lixa”, nome que ostentou até 1981, embora os últimos anos já os tenha vivido sem que á Associação estivesse mais ou menos ligada.
A 5 de Março de 1981, fez-se a escritura no Cartório Notarial de Amarante, denominando esta associação de carácter cultural e recreativo de “Banda de Música da Lixa”, estando inscrita no INATEL com o n.º 2710 desde 17 de Agosto de 1984.
Naturalmente, passou por diversas crises, mas havia sempre um ou outro “carola” para resolver os problemas. O Martinho e A. Mendes de Caramos foram alguns desses apaixonados pela música da Lixa que não a deixaram morrer. Mas não se pode esquecer a carolice dos Maias, do Manuel Correia, do Cândido da S. Leite, do Casimiro Mendes ( que além de ter sido executante, foi também director durante 39 anos) e do José Lachado (que também foi executante e director), Bernardino A. Sampaio, Rodrigo Ferreira, Vítor Coelho, Alberto da S. e Costa, Hijino R. Correia, Joaquim de S. Barboba, José Marinho, José C. Amorim e Clemente Quintela Teixeira.
Outros regentes por lá passaram: Álvaro Augusto, Mário de Jesus Moreira, Prof. Alberto Teixeira Douro.
Em 1936, o então aluno do Conservatório de Música do Porto, Alberto Teixeira Douro, tomou conta da regência da banda de Música da Lixa, estando alguns tempos fora dela, devido à sua formatura no acima citado conservatório, sendo substituído por Óscar Machado e depois por Leonardo Vieira, tendo posteriormente reassumido a regência.
O Sr. Prof. Teixeira Douro merece aqui uma referência especial porque não usufruía de ordenado, mas sim de uma parte dos contratos. É de referir que a Câmara Municipal de Felgueiras o distingui com a medalha de mérito e a gente da Lixa prestou-lhe uma singela, mas significativa homenagem, pelo seu esforço e dedicação à Banda.
Passaram ainda por esta instituição os regentes Sr. José Freitas, o Sr. Vítor Sampaio e o Sr. Manuel M. Moreira, tendo estes último estado 15 anos, apostando sempre no ensaio de jovens músicos da Lixa.
Atualmente, a Banda de Música da Lixa é composta por 52 elementos, sendo o seu maestro o Sr. José Machado. Apesar de muito antiga, é uma banda muito jovem, composta, na sua grande maioria, por jovens, e que aposta na formação dos seus executantes, visto ter a sua própria escola de música. Pode-se referir que costuma ter cerca de 20 a 30 atuações por ano, entre as quais se destacam Concertos, Festas, Romarias…
É evidente que todos os elementos desta instituição são apaixonados pela música, e neste caso pela Banda de Música da Lixa. Sempre que pedido, dão o seu melhor (músicos e dirigentes), mas não se pode deixar de destacar o nome de um singelo lixense, o Sr. Álvaro da Silva, na medida em que, em 1987, não só desempenha as suas funções na direção, como também “permite que toda a instituição funcione”… É mais um carola a juntar aos atrás referidos…

## Estância do Seixoso
O Seixoso é um Edifício de grande envergadura, rodeado por enormes pinheirais e velhíssimos eucaliptos, construído no século passado para sanatório.
Em 1904 um pavoroso incêndio destruiu-o parcialmente. O seu proprietário, Dr. António Cerqueira Magro, mandou-o reconstruir não para continuar como sanatório, mas para Estância de Repouso. Tinha como médico permanente o distinto Dr. Eduardo Freitas, natural e residente na Lixa na Casa da Prelada. Depois da sua morte sucedeu-lhe o Dr. Manuel Cerqueira.
Pela sua mesa, pelos seus belos ares, pelo seu sossego e pela maneira lhana como os seus hóspedes eram tratados, o Seixoso que só funcionava de Maio a Outubro, tinha grande afluência de hóspedes. Por lá passaram Condes, Marquesas, Generais, Médicos, etc...
Gente rica, não só portugueses como estrangeiros, passava as suas férias no Seixoso!
Nesses seis meses, o Dr. Cerqueira Magro dava esta estância à exploração a duas senhoras de Matosinhos - a D. Eulália e a D. Ritinha. Porque havia muitas raparigas ao serviço do hotel, os rapazes da Lixa passavam lá as tardes domingueiras. Alguns, munidos de instrumentos musicais, originavam danças e cantares populares, fazendo a delícia dos comensais.
Desses encontros resultaram alguns casamentos, entre os quais o de meus pais, o D. José d'Avilez, etc...
Entre 1934 e 1935, por morte das duas senhoras e do Dr. Cerqueira Magro, a exploração do hotel ficou a cargo do genro do proprietário, o Sr. Ferreira, acabando em breve por falecimento deste.
O Seixoso é hoje propriedade dos netos do Dr. Cerqueira Magro, (entre os quais o Professor Dr. Fernando Cerqueira Magro, médico e professor na Universidade do Porto), família bastante numerosa que o utiliza para passar férias bem como alguns fins-de-semana.
Dos anos 20 até aos anos 30, o Dr. Cerqueira Magro, sabedor profundo da pureza e qualidade diurética da água do Juvêncio, pola à venda em garrafas e garrafões, sendo comercializada não só no mercado nacional mas também no estrangeiro.
Na verdade, a Fonte Juvêncio, que ainda hoje existe, fornece uma água maravilhosa, abastecendo muitos "clientes" que ao Seixoso a vão buscar, sem que o seu actual proprietário (Prof. Dr. Cerqueira Magro) lhes leve nada por isso...

## Fonte de Juvêncio
Em  Águas e Termas de Portugal (1918 89): “No Sanatório do Seixoso há” o regime de hotel, para pessoas sãs e para visitantes; o regime normaliano para os artríticos em geral, regime vegetariano para neurasténicos, epiléticos, herpéticos, dispépticos, etc., bem como outros vários regimes terapêuticos.   As águas são consideradas puríssimas e de excelentes efeitos diuréticos, atribuídas ao seu poder osmótico, atento à sua fraquíssima mineralização. (Correia,1922). 
A nascente que brota do granito, fracamente mineralizada. (Acciaiuoli, 1944,V)          
Em  Águas e Termas de Portugal (1918) as águas do Seixoso têm como subtítulo “A Evian portuguesa”, apresentando uma gravura   onde se vê um chalet entre pinheiros. Este edifício e descrito como conhecido pelo nome de Sanatório, mas tratava-se de um: “estabelecimento hidroterápico… hotel de repouso e regimes”.   Silicatadas, hipomineralizadas (0,036), carbogasosas, frias (12º) (Correia, 1922). Fracamente mineralizadas (Contreiras, 1951)          
Em 1900 o médico António Cerqueira Magro, compra a mata do Seixoso para aí instalar o que seria o primeiro Sanatório particular em Portugal, aberto em 1903. No ano seguinte as intempéries danificaram gravemente o estabelecimento que só voltou a abrir em 1910, como “estabelecimento hidroterápico… hotel de repouso e regimes”.
Apesar de referenciada por vários hidrologistas de renome, e elogiadas as suas instalações, nunca foi pedido um Alvará de Concessão, mas isso não impediu que na década de 20 as águas do Seixoso contassem com uma oficina de engarrafamento das suas águas.

## Comboio Joaninha
A organização desta empresa foi obra inicial do Dr. Cerqueira Magro, espírito trabalhador e tenaz na realização do que pensa executar.  Por volta de 1900, adquiriu a mata do Seixoso e, aí construiu um sanatório que iria ser parcialmente devorado pelo fogo em 1904. Após a sua reconstrução deu lugar a um prédio com outro fim: uma estância de repouso, hoje habitação sazonal da família, e que se encontra em estado de conservação precária. Dada a grande afluência de visitantes, e porque os meios de transporte eram raros. O Dr. Cerqueira Magro apresentou o plano da criação do Caminho de Ferro a um grupo de proprietários de Penafiel, Lousada, Felgueiras e Lixa, que, se colocaram ao seu lado, desejosos de colaborarem na obra que conduziria aquelas regiões ao grau de prosperidade a que tinham direito pela riqueza natural e densa população mal servidas pelos meios de viação usados até ali. Mas esse privilégio durou apenas oito ou nove anos, pois, em 1922 ou 1923, a Joaninha -como chamavam ao comboio de Penafiel à Lixa deixou de transitar. Pode dizer-se abertamente que o Caminho de Ferro de Penafiel à Lixa se deve ao Dr. Cerqueira Magro, como iniciador da empresa, e aos capitalistas de Penafiel, Lousada, Felgueiras e Lixa, porque forneceram somas valiosas para a realização do seu ideal: a viação acelerada. O Caminho de Ferro de Penafiel à Lixa, foi inaugurado oficialmente no dia 16 de Fevereiro de 1913, embora a 10 de Novembro de 1912, dia de S. Martinho já circulasse o comboio no troço de Penafiel-Novelas.
Na altura da inauguração oficial, a companhia possuía duas máquinas: a máquina n.º 1, denominada "Penafiel" e a n.º 2 "Lixa". Em Junho de 1913 foram adquiridas duas novas máquinas: a n.º 3 "Lousada" e a n.º 4 "Seixoso". Mais tarde foram adquiridas as máquinas n.º 5, "Felgueiras", e a n.º 6, "Margarida".
A inauguração do troço Felgueiras-Lixa teve lugar em Setembro de 1914, com muita alegria, e com a presença das bandas de música dos Bombeiros da Lixa e do Regimento de Infantaria 32. Houve missa solene pelo abade de Moura e, fogo pirotécnico, que veio de Viana do Castelo.
O comboio da inauguração chegou à Lixa às 10.15 h e era rebocado pela máquina "Seixoso". Os preços dos bilhetes de ida e volta de Penafiel à Lixa "era de 60 centavos, 50 centavos ou 40 centavos", conforme a classe em que se viajasse.
Com esta inauguração, estavam construídos 33 km de linha, assente no leito das estradas em terra desde a cidade de Penafiel até à povoação da Lixa. A linha de tipo americano, era percorrida em "2 horas no sentido de Penafiel - Lixa" e " em sentido inverso em 1 hora e 50 minutos, por causa das muitas paragens
Na Lixa a principal estação ficava situada, em Borba  de Godim num local onde hoje existe uma urbanização, logo no início da cidade.

## Personalidades ilustres
- Leonardo Coimbra (1883-1936) - docente universitário, filósofo, tribuno, político, escritor e ministro
- António Nobre (1867-1900) - ilustre poeta Português da época
- Fernando Horta (1953-) - é um dirigente de carnaval brasileiro, presidente da escola de samba GRES Unidos da Tijuca
- José Lopes - Apresentador de televisão

#### Proteção
- Bombeiros Voluntários da Lixa

### Social
- Casa do Povo da Lixa

#### Ativismo
- GRITAH Associação

#### Cultura
- Rancho Folclórico de Macieira da Lixa
- Banda de Música da Lixa
- Associação Desportiva e Cultural de Vila Cova da Lixa

#### Desporto
- Futebol Clube da Lixa
- BorgasCUP - Torneio de Futsal
- Carros Rolamentos Lixa

#### Educação
- Agrupamento de Escolas da Lixa
- Física na Lixa
- Geopalavras

#### Entretenimento
- LixAnima
- Comissão de Festas "Vitórias"